# Ferdinand (satelit)
Ferdinand este cel mai exterior satelit retrograd neregulat al lui Uranus. A fost văzut pentru prima dată lângă Uranus de Matthew J. Holman⁠(d), John J. Kavelaars⁠(d), Dan Milisavljevic⁠(d) și Brett J. Gladman⁠(d) pe 13 august 2001 și reobservat pe 21 septembrie 2001. Obiectul a fost apoi pierdut fără nicio confirmare că orbitează de fapt în jurul lui Uranus.
Pe 29 și 30 august 2003, o echipă condusă de Scott S. Sheppard⁠(d) a cercetat cerul din jurul lui Uranus cu telescopul Subaru și a detectat două obiecte necunoscute în apropierea lui Uranus. Aceste două noi obiecte au fost reobservate de Sheppard et al. cu telescopul Gemini pe 20 septembrie 2003 și le-a raportat la Minor Planet Center ca posibili sateliți noi ai lui Uranus. Pe 24 septembrie 2003, Brian G. Marsden, la Minor Planet Center, a legat unul dintre obiectele necunoscute raportate de Sheppard et al. la obiectul pierdut observat de Holman et al. în 2001. Holman a putut apoi să confirme legătura dintre obiectele din 2001 și 2003 pe 30 septembrie 2003, observând locația acesteia cu telescopul Magellan-Baade. Obiectul legat din 2001 și 2003 a primit apoi denumirea provizorie S/2001 U 2 pe 1 octombrie 2003, identificându-l oficial ca un satelit nou al lui Uranus. Denumit acum Uranus XXIV, Ferdinand este numit după fiul regelui lui Napoli din piesa Furtuna a lui William Shakespeare.
Al doilea nou obiect observat de Sheppard et al. în 2003 a fost și el un satelit nou al lui Uranus, acum numit Margaret.

## Orbită

Sateliții neregulați retrograzi ai lui Uranus.

Ferdinand este cel mai îndepărtat satelit cunoscut al lui Uranus. Urmează o orbită retrogradă, moderat înclinată, dar foarte excentrică. Diagrama ilustrează parametrii orbitali ai sateliților neregulați retrograzi ai lui Uranus (în coordonate polare) cu excentricitatea orbitelor reprezentată de segmentele care se extind de la pericentru la apocentru.